# Сен-Мартен-дю-Вивье
Сен-Марте́н-дю-Вивье́ (фр. Saint-Martin-du-Vivier) — коммуна на севере Франции, регион Нормандия, департамент Приморская Сена, округ Руан, кантон Дарнеталь. Расположена в 7 км к северо-востоку от Руана, в 2 км от автомагистрали N28.
Население (2018) — 1 644 человека.

## Достопримечательности
- Церковь Святого Мартина XIX века

## Экономика
Уровень безработицы (2017) — 6,5 % (Франция в целом —  13,4 %, департамент Приморская Сена — 15,3 %). 

Среднегодовой доход на 1 человека, евро (2018) — 37 010 (Франция в целом — 21 730, департамент Приморская Сена — 21 140).

## Демография
Динамика численности населения, чел.

## Администрация
Администрацию Сен-Мартен-дю-Вивье с 2020 года возглавляет Жильбер Мерлен (Gilbert Merlin). На муниципальных выборах 2020 года возглавляемый им список победил в 1-м туре, получив 71,97 % голосов.
| Период | Период | Фамилия        | Партия | Примечания |
| ------ | ------ | -------------- | ------ | ---------- |
| 1966   | 1983   | Патрис Буасьер |        |            |
| 1983   | 2020   | Эмильен Саншес |        | учитель    |
| 2020   |        | Жильбер Мерлен |        |            |